# Orsago
Orsago är en ort och kommun i provinsen Treviso i regionen Veneto i Italien. Kommunen hade 3 861 invånare (2018).